# Charles de Gramont
Charles de Gramont (* um 1486 in der Gascogne; † 15. Oktober 1544 in der Abtei Saint-Jean de Sorde) war ein französischer Geistlicher und römisch-katholischer Erzbischof von Bordeaux.

## Leben
Charles ist ein Sohn von Roger de Gramont, Seigneur de Bidache, und Léonor de Béarn. Sein Bruder ist der Kardinal Gabriel de Gramont, Erzbischof von Bordeaux und Toulouse.
1507 wurde er Administrator von Lescar.
Am 18. August 1514 wurde Charles de Gramont zum Bischof von Pamiers ernannt – in Konkurrenz zum ehemaligen Inhaber des Amtes, Amanieu d’Albret, der schließlich wieder eingesetzt wurde. Nach dem Rückzug von Jean d’Aule zu seinen Gunsten wurde er am 25. Juni 1515 zum Bischof von Couserans ernannt, am 24. April 1523 dann zum Bischof von Aire.
Am 9. März 1530 wurde er zum Erzbischof von Bordeaux als Nachfolger seines Bruders Gabriel ernannt, der zu seinen Gunsten zurückgetreten war. Zudem war er Primas von Aquitanien. Gleichzeitig war er de facto Gouverneur von Guyenne, da die Amtsinhaber Odet de Foix und Henri d’Albret abwesend waren.
Als Erzbischof von Bordeaux ließ er 1530–1534 den Lettner der Kathedrale von Bordeaux bauen.